# Der weiße Hengst
Der weiße Hengst, auch Der Hengst Crin Blanc (Originaltitel: Crin-Blanc), ist ein französischer Kurzfilm von Albert Lamorisse, der 1953 in den französischen Kinos veröffentlicht wurde.

## Handlung
Crin-Blanc ist der Leithengst einer Herde von wilden und freien Pferden, die in der einsamen Region von Camargue lebt. Er wird eines Tages von einem Viehzüchter eingefangen, der das Tier zähmen und ihm damit auch die Freiheit nehmen will. Doch weder dem Züchter noch seinen Gehilfen gelingt es, den Willen des stolzen weißen Hengstes zu brechen. Er wird freigelassen und gleichzeitig für vogelfrei erklärt. Das ruft den Fischerjungen Folco auf den Plan. Er setzt sich als Ziel, Crin-Blancs Vertrauen zu gewinnen und ihn selbst zu zähmen. Tatsächlich gelingt es dem kleinen Jungen, sich mit dem Pferd anzufreunden, sehr zum Verdruss des Viehzüchters, der seine Hirten auf den Hengst ansetzt. Daraufhin flüchtet Folco mit Crin-Blanc. Am Ende des Films reiten die beiden Freunde ins Meer und verschwinden in den Wogen, auf der Suche nach einer besseren Welt, in der es nur Kinder und Pferde gibt.

## Kritiken
- „[…] Der weiße Hengst […] hat ein rasendes Tempo, Wildheit und eine so starke poetische Qualität, dass es weh tut […] Es gibt atemberaubende Einstellungen von Pferden, Menschen und Gras. Es gibt die Szene eines Kampfes zwischen zwei Hengsten, die das Blut gefrieren lässt. Und da ist das Gefühl eines Jungen mit freiheitsliebendem Geist, dass mit dem unbezähmbaren Herzen und der Stärke eines mächtigen Pferds vermischt wird, zu einem emotionalen Freudentaumel angetrieben, der selten von einem Film ausgeht.“[1]

## Auszeichnungen
Der Film erhielt 1953 den Prix Jean Vigo und wurde im selben Jahr bei den Filmfestspielen von Cannes mit dem Kurzfilmpreis ausgezeichnet. Ein Jahr später folgte eine Nominierung als bester Dokumentarfilm für den British Film Academy Award, wo er jedoch George Lowes Oscar-nominiertem Die Bezwingung des Everest unterlag.